# حمق
يعد الحمق من الصفات المذمومة التي تعيي صاحبها والناس من حوله، وكتبت عليها كثيرٌ من القصص والطرائف. فقد أربكت الفطناء عند تحدثهم لأحمق، فلا يصلون للحق معهم رغم وضوحه. وأربكت الحمقى أنفسهم وأتعبتهم في حياتهم لقلة قدرتهم على تدبير بعض شؤونهم مع سهولتها. فتكون النجاة مما هم فيه قريبة واضحة لكن لا يدركونها.

## تعريف
```
     
الحمق
 
لغةً
:
```

قلَّة العقل وفَسَادٌ فِيه. وقد حَمُق الرَّجل -بالضَّم- حماقةً فهو أَحْمَق. وحَمِق -أيضًا بالكسر- يَحْمُق حُمْقًا، فهو حَمِق. وامرأة حَمْقاء، وقوم ونسوة حُمْق وحَمْقَى وحَماقى.
الحمق اصطلاحًا:
قال ابن الأثير: (حقيقة الحُمْق: وضع الشَّيء في غير موضعه مع العلم بقُبْحه)
وقال النووي: (حقيقة الأَحْمَق: مَن يعمل ما يضرُّه مع علمه بقُبْحه).

## الفرق بين الحمق وبعض الصفات المشابهة

### الفرق بين الحمق والسفه
يشتركان في الجهل ويختلفان في موضعه. فالسفيه يجهل أهمية الأمور الأساسية في حياته، فيقوم بخلاف ما يصلح معاشه لضعف تقديره للأمور، أما الأحمق فيعلمها لكن يجهل وسيلة تحقيقها، أو يعلم كل ذلك ولا يقوم به.

### الفرق بين الحمق والجهل
في الفرق بين الحُمْق والجهل وجهان:
أحدهما: أنَّ الأَحْمَق هو الذي يتصوَّر الممتنع بصورة الممكن، والجاهل هو الذي لا يعرف الممتنع مِن الممكن.
والوجه الثَّاني: أنَّ الأَحْمَق هو الذي يعرف الصَّواب ولا يعمل به، والجاهل هو الذي لا يعرف الصَّواب، ولو عرفه لعمل به.

### الفرق بين الحمق والرقاعة
الرَّقَاعَة: حُمْقٌ مع رِفْعَةٍ وعلوِّ رتبة، ولا يقال للأحْمَق إذا كان وضيعًا رَقِيعًا، وإنَّما يقال ذلك للأحْمَق إذا كان سيِّدًا أو رئيسًا أو ذا مال وجاه.

### الفرق بين الحمق والجنون
الحُمْق والتَّغفيل: هو الغَلَط في الوسيلة والطَّريق إلى المطلوب، مع صحَّة المقصود، بخلاف الجنون.
أمَّا الجنون: فإنَّه عبارة عن الخَلل في الوسيلة والمقصود جميعًا، فالأَحْمَق مقصوده صحيح، ولكن سلوكه الطَّريق فاسد، ورويَّته في الطَّريق الوصَّال إلى الغرض غير صحيحة، والمجنون أصل إشارته فاسد، فهو يختار ما لا يُخْتَار 

### الفرق بين الأحمق والمائق
المائِق: هو السَّريع البكاء، القليل الحزم والثَّبات، والماقَة: البكاء. وفي المثل: أنا يَئِق وصاحبي مَئِق فكيف نتَّفق. وقال بعضهم: المائِق: السَّيِّئ الخُلُق، وحكى ابن الأنباري أنَّ قولهم: أَحْمَق مائق، بمنزلة: عطشان نطشان وجائع نائع.

## ذم الحمق في الإسلام

### في القرآن الكريم
شبه الله به الكافرين فنفى عنهم صفة العقل، ولو عقلوا لأسلموا:
قال تعالى (في سورة الفرقان): ﴿أَمْ تَحْسَبُ أَنَّ أَكْثَرَهُمْ يَسْمَعُونَ أَوْ يَعْقِلُونَ إِنْ هُمْ إِلَّا كَالْأَنْعَامِ بَلْ هُمْ أَضَلُّ سَبِيلًا ۝٤٤﴾ [الفرقان:44]
وكذلك حال المنافقين، حيث يظنون لحمقهم أنهم يخدعون الله، فقال الله فيهم:
(في سورة البقرة): ﴿يُخَادِعُونَ اللَّهَ وَالَّذِينَ آمَنُوا وَمَا يَخْدَعُونَ إِلَّا أَنْفُسَهُمْ وَمَا يَشْعُرُونَ ۝٩﴾ [البقرة:9]
وهنالك من حباه الله بالعلم، فتركه لحمقه، فوصفه الله بالكلب:
قال تعالى (في سورة الأعراف): ﴿وَاتْلُ عَلَيْهِمْ نَبَأَ الَّذِي آتَيْنَاهُ آيَاتِنَا فَانْسَلَخَ مِنْهَا فَأَتْبَعَهُ الشَّيْطَانُ فَكَانَ مِنَ الْغَاوِينَ ۝١٧٥ وَلَوْ شِئْنَا لَرَفَعْنَاهُ بِهَا وَلَكِنَّهُ أَخْلَدَ إِلَى الْأَرْضِ وَاتَّبَعَ هَوَاهُ فَمَثَلُهُ كَمَثَلِ الْكَلْبِ إِنْ تَحْمِلْ عَلَيْهِ يَلْهَثْ أَوْ تَتْرُكْهُ يَلْهَثْ ذَلِكَ مَثَلُ الْقَوْمِ الَّذِينَ كَذَّبُوا بِآيَاتِنَا فَاقْصُصِ الْقَصَصَ لَعَلَّهُمْ يَتَفَكَّرُونَ ۝١٧٦﴾ [الأعراف:175–176]

### ذم الحمق في كتب العلماء
قال أبو حاتم: (والواجب على العاقل ترك صحبة الأَحْمَق، ومجانبة معاشرة النَّوكى، كما يجب عليه لزوم صحبة العاقل الأريب، وعشرة الفَطِن اللَّبيب؛ لأنَّ العاقل -وإن لم يصبك الحظُّ مِن عقله- أصابك مِن الاعتبار به، والأَحْمَق إن لم يَعْدِك حُمْقُه تدنَّستَ بعِشْرَته).
وعن يسير بن عمرو قال: (اهجر الأَحْمَقَ؛ فليس للأَحْمَق خيرٌ مِن هجرانه).
عن وهب بن منبه قال: (الأَحْمَق كالثَّوب الخَلق: إن رفأته مِن جانبٍ انخرق مِن جانبٍ آخر، مثل الفَخَّار المكسور، لا يُرَقَّع ولا يُشعب ولا يُعاد طينًا).
سأل سليمان بن عبد الملك أبا حازم: مَن أَحْمَقُ النَّاس؟ قال أبو حازم: (مَن حطَّ في هوى رجل وهو ظالم، فباع آخرته بدنيا غيره).
وكان شريح يقول: (لئن أزاول الأَحْمَق أحبُّ إليَّ مِن أن أزاول نصف الأَحْمَق، قيل: يا أبا أميَّة ومَن نصف الأَحْمَق؟ قال: الأَحْمَق المتعاقل).
- وقال الحسن: (هجر الأَحْمَق قُرْبةً).
- وقال العاملي: (السُّكوت عن الأَحْمَق جوابه).

## آثار الحمق
1- الأحمق عدو نفسه لما يسبب لنفسه من الضرر.
2- ينفر العقلاء من حوله، فلا يستفيد منهم ولا يستفيدون منه:
قال الحسن: (هجر الأَحْمَق قُرْبةً).
3- لا يزداد علمًا، بل جهلًا، فيبقى على أخطاءه:
قال العاملي: (السُّكوت عن الأَحْمَق جوابه).
4- غير مَرْضِيِّ العمل، ولا محمود الأمر عند الله، وعند الصَّالحين.
5- الحَمْقى عباداتهم عادات.
6- لا يحسن كتم ما لا يجب قوله، ولا يحسن الحديث:
قال أبو حاتم: (وإنَّ مِن أعظم أمارات الحُمْق في الأَحْمَق لسانه؛ فإنَّه يكون قلبه في طرف لسانه، ما خطر على قلبه نَطَق به لسانه. والأَحْمَق يتكلَّم في ساعة بكلام يعجز عنه سحبان وائل، ويتكلَّم في السَّاعة الأخرى بكلام لا يعجز عنه باقل، والعاقل يجب عليه مجانبة مَن هذا نعته ومخالطة مَن هذه صفته؛ فإنَّهم يجترئون على مَن عاشرهم).
7- العجلة. 8- الظلم. 9- الخيانة. 10- الفحش. 11- العدوان.
قال أبو حاتم: (ومِن شيم الأَحْمَق: العجلة، والخِفَّة، والعجز، والفجور، والجهل، والمقت، والوَهَن، والمهابة، والتَّعَرض، والتَّحاسد، والظُّلم، والخيانة، والغفلة، والسَّهو، والغيِّ، والفُحْش، والفخر، والخيلاء، والعدوان، والبغضاء).

## التحذير من معاشرة الأحمق في الأثر
قال أبو حاتم: (مَثَلُ الأَحْمَق إن صَحِبته عنَّاك، وإن اعتزلته شتمك، وإن أعطاك مَنَّ عليك، وإن أعطيته كفرك، وإن أسرَّ إليك اتَّهمك، وإن أسررت إليه خانك، وإن كان فوقك حَقِرَك، وإن كان دونك غمزك).
وقال محمد بن إسحاق الواسطي.:
وقال الماوردي: (والأَحْمَق ضالٌّ مُضِلٌّ، إن أُونِس تَكَبَّر، وإن أُوحِش تَكَدَّر، وإن استُنْطِق تَخَلَّف، وإن تُرِك تكلَّف. مجالسته مِهْنَة، ومعاتبته مِحْنَة، ومحاورته تَعَرُّ، وموالاته تَضُرُّ، ومقاربته عَمَى، ومقارنته شَقَا).
قيل: (أربعة تصعب معاشرتهم: النَّديم المعَرْبِد، والجليس الأَحْمَق، والمغنِّي التَّائه، والسِّفْلَة إذا تقرَّأ).
وعن أبي وائل، أنَّ عمر قال: (ما يمنعكم إذا رأيتم السَّفِيه يَخْرِق أعراض النَّاس أن تُعْربُوا عليه؟ قالوا: نخاف لسانه. قال: ذاك أدنى أن لا تكونوا شهداء).
قال أبو حاتم: (أظلم الظُّلمات الحُمْق، كما أنَّ أنفذ البصائر العقل، فإذا امتُحِن المرء بعِشْرَة الأَحْمَق كان الواجب عليه اللُّزوم لأخلاق نفسه، والمباينة لأخلاقه مع الإكثار مِن الحمد لله على ما وهب له مِن الانتباه لـمَّا حُرِمَ غيره التَّوفِيق له... والعاقل يجب عليه مجانبة مَن هذا نعته).

## أقوال في السفه
- [عدوُّ الرَّجل حُمْقُه، وصديقه عقله].
- [معاداة العاقل خيرٌ مِن مصادقة الأَحْمَق].
- [أَحْمَق بَلَغ]. ~(يقال هذا المثل لمن يبلغ حاجته مع حُمْقِه).
- [أَحْمَق مِن الممْهُورة إحدى خَدَمَتَيْهَا].
(وذلك أنَّ رجلًا كانت له امرأة حمقاء، فطلبت مهرها منه، فنزع إحدى خلخاليها مِن رجلها -وهما الخَدَمَتَان- ودفعه إليها، وقال: هذا مهرك فرضيت به).
- [إنّما الأَحْمَق كالثَّوب الخَلق].
- (قال بعض الحكماء: آخِ مَن شئت، واجتنب ثلاثة: الأَحْمَق: فإنَّه يريد أن ينفعك فيضرَّك. والمملوك: فإنَّه أوثق ما تكون به لطول الصُّحبة وتأكُّدها يخذلك، والكذَّاب: فإنَّه يجني عليك آمن ما كنت فيه مِن حيث لا تشعر).
- وقال العاملي: (قال بعض الحكماء: غضب الأَحْمَق في قوله، وغضب العاقل في فعله).
- وقال أيضًا: (مِن كلامهم: عداوة العاقل أقلُّ ضررًا مِن صداقة الأَحْمَق).
- وقال أيضًا: (لا يجد الأَحْمَق لذَّة الحكمة، كما لا يلتذُّ بالورد صاحب الزَّكْمَة).
- وقيل لبعض الحكماء: ما كمال الحُمْق؟ قال: (طلب منازل الأخيار بأعمال الأشرار، وبغض أهل الحقِّ، ومحبَّة أهل الباطل).

## الحمق في شعر العرب
قال دعبل الخزاعي.:
وقال ابن الوردي:
وقال مسكين الدارمي.:
وقال الشَّاعر:
وقال آخر.:
قال الشَّاعر.: